# أل شويرتزر
أل شويرتزر (بالإنجليزية: Al Schweitzer)‏ هو لاعب كرة قاعدة أمريكي، ولد في 23 ديسمبر 1882 في كليفلاند في الولايات المتحدة، وتوفي في 27 يناير 1969 في نيوارك في الولايات المتحدة.

## وصلات خارجية
- أل شويرتزر على موقعبيزبول رفرنس.كوم (الدوري الرئيسي) (الإنجليزية)
- أل شويرتزر على موقعبيزبول رفرنس.كوم (الدوري الثانوي) (الإنجليزية)